# 恭粛皇貴妃
恭粛皇貴妃（きょうしゅくこうきひ、1857年 - 1921年4月14日）は、清の同治帝の側妃。姓はアルト（阿魯特）氏（Alut hala）。サイシャンガの庶出の娘。孝哲毅皇后の叔母にあたる。
同治11年（1872年）、数え16歳のとき、3年ごとに紫禁城で行われる后妃選定面接試験「選秀女」を受けて合格する。9月、同治帝の後宮に入って「珣嬪」となった。
光緒帝の即位後、珣妃に尊封された。光緒20年（1894年）、西太后の大寿（60歳）の祭典で珣貴妃に尊封された。宣統帝の即位後、珣皇貴妃に尊封された。宣統帝の退位後、清室から荘和皇貴妃と尊称された。
1921年4月14日に紫禁城内で薨去した。「恭粛」と諡され、恵陵の妃園寝に陪葬された。

## 伝記資料
- 『清史稿』
- 同治11年珣嬪冊文